# E-teaching.org
e-teaching.org ist ein nicht-kommerzielles und frei zugängliches Internetportal zum Einsatz digitaler Medien in der Hochschullehre. Es ist ein Angebot des Leibniz-Instituts für Wissensmedien (IWM) in Tübingen.
Das Portal ging im Jahr 2003 online und enthält laut eigener Beschreibung umfangreiche „wissenschaftlich fundierte und praxisorientierte Informationen zur Gestaltung von Hochschulbildung mit digitalen Medien“. Mebis zufolge sind die Informationen auf e-teaching.org „auch für allgemeinbildende Schulen gewinnbringend“. Der Deutschlandfunk bezeichnete e-teaching.org als „eines der zentralen deutschen Webportale in Sachen E-Learning“.
Beispielhaft für die Aktivitäten des Portals ist der im Jahr 2020 zu Beginn der COVID-19-Pandemie ausgerichtete Online-Qualifizierungskurs „Quickstarter-Onlinelehre“. Der gemeinsam mit dem Hochschulforum Digitalisierung und der Gesellschaft für Medien in der Wissenschaft angebotene Kurs hatte über 1500 Teilnehmer und wurde mit dem Comenius-EduMedia-Award 2020 ausgezeichnet als ein „wertvolles Vorzeigeprodukt, das tatsächliche Hilfestellung für eher noch unerfahrene Hochschullehrende bietet und Mut macht, in die E-Learning-Szenerie einzusteigen.“

## Fördergeschichte
Nach einer Anschubfinanzierung durch die Bertelsmann Stiftung und die Heinz Nixdorf Stiftung in den Jahren 2002–2004 wurde e-teaching.org bis 2013 in mehreren Förderphasen durch verschiedene Projektträger finanziert, u. a. durch das Bundesministerium für Bildung und Forschung, das Ministerium für Wissenschaft, Forschung und Kunst Baden-Württemberg, das Ministerium für Kultur und Wissenschaft des Landes Nordrhein-Westfalen und das Hessische Ministerium für Wissenschaft und Kunst sowie durch die Virtuelle Hochschule Bayern. Seit 2014 wird das Portal durch Haushaltsmittel des IWM getragen. 

## Angebote und Aktivitäten
Das zentrale Ziel von e-teaching.org ist es, Akteure an Hochschulen bei der Gestaltung der Lehre mit digitalen Medien zu unterstützen, indem es umfangreiche Informationen zu didaktischen, technischen und organisatorischen Aspekten in diesem Themenfeld dauerhaft und kostenfrei zur Verfügung stellt. Zu den Aktivitäten von e-teaching.org gehören u. a. die folgenden Angebote:

### Themenspecials
In halbjährlich angebotenen Themenspecials wird jeweils ein für die Lehre mit digitalen Medien relevantes Thema in den Mittelpunkt gestellt und aus unterschiedlichen Perspektiven beleuchtet. Dabei werden sowohl Praxisbeispiele vorgestellt als auch Forschungsergebnisse und Grundlageninformationen, u. a. in Form von Textbeiträgen, Interviews und Erfahrungsberichten. Alle Themenspecials werden von einer Online-Veranstaltungsreihe begleitet. Von 2008 bis 2023 wurden über 30 Themenspecials zu ganz unterschiedlichen Themen ausgerichtet, u. a. zu hybriden Lernräumen, zur Unterstützung des Selbststudiums mit digitalen Medien, zum Einsatz digitaler Medien im Lehramtsstudium oder zur Weiterentwicklung der Qualität von Hochschullehre mit digitalen Medien. 

### Online-Veranstaltungen
Bereits seit 2006 werden auf e-teaching.org Live-Online-Veranstaltungen ausgerichtet, häufig begleitend zu einem Themenspecial, aber auch als Einzelveranstaltungen. Die Vortragenden sind in der Regel eingeladene Experten, die Einführungen in das jeweilige Thema geben, Praxisbeispiele oder Forschungsergebnisse vorstellen oder kritische Aspekte eines Themas diskutieren. Die inzwischen über 240 Veranstaltungsaufzeichnungen stehen allen Interessierten dauerhaft zur Verfügung und gehören zu den am häufigsten genutzten Portalinhalten.

### Digital Learning Map
Die Digital Learning Map enthält über 160 Praxisbeispiele, die zeigen, wie digitale Medien eingesetzt werden können, um konkrete Probleme in der Lehre zu lösen, beispielsweise geringe Lernmotivation oder heterogenes Vorwissen der Studierenden. Die Beispiele werden von Hochschullehrern eingereicht und beschreiben in strukturierter Form, wie Eigenschaften digitaler Medien, d. h. Interaktivität, Adaptivität, Synchronizität und Selbststeuerung, in konkreten Veranstaltungen und Projekten an deutschen Hochschulen genutzt werden.

### Grundlageninformationen
Das Portal bietet auf über 800 Webseiten Informationen in den acht Rubriken Lehrszenarien, Medientechnik, Didaktisches Design, Organisation, Aus der Praxis, News und Trends sowie Community. Darüber hinaus werden in Textbeiträgen Grundbegriffe geklärt und Forschungsinhalte vorgestellt sowie relevante Ressourcen und Informationsquellen vorgestellt. 

### Community
Der Community von e-teaching.org gehören über 100 kooperative Partner an, beispielsweise Hochschulen und Fachgesellschaften. Alle Partner des Portals können ihre Aktivitäten im Bereich der Hochschullehre mit digitalen Medien auf einer eigenen Partnerseite auf e-teaching.org vorstellen. Darüber hinaus sind über 7000 Personen als individuelle Mitglieder angemeldet. Sie können u. a. eigene Projekte in einer Projektdatenbank vorstellen. Über 450 Community-Mitglieder haben außerdem mit eigenen Beiträgen zur Weiterentwicklung der Portalinhalte beigetragen, beispielsweise durch Erfahrungsberichte oder die Teilnahme an Online-Veranstaltungen.

### Auszeichnungen
Im Lauf der Portalgeschichte erhielt e-teaching.org mehrere Auszeichnungen, darunter
- im Jahr 2008 den Medida-Prix sowie den Media-Publikumspreis,
- im Jahr 2016 den Sonderaward OER über OER[10] für einen der ersten Massive Open Online Courses (MOOC) in Deutschland, den "COER13"[11] sowie
- im Jahr 2020 den Comenius-EduMedia-Award für den Qualifizierungskurs "Quickstarter Online-Lehre".